# روابط اوکراین و ناتو

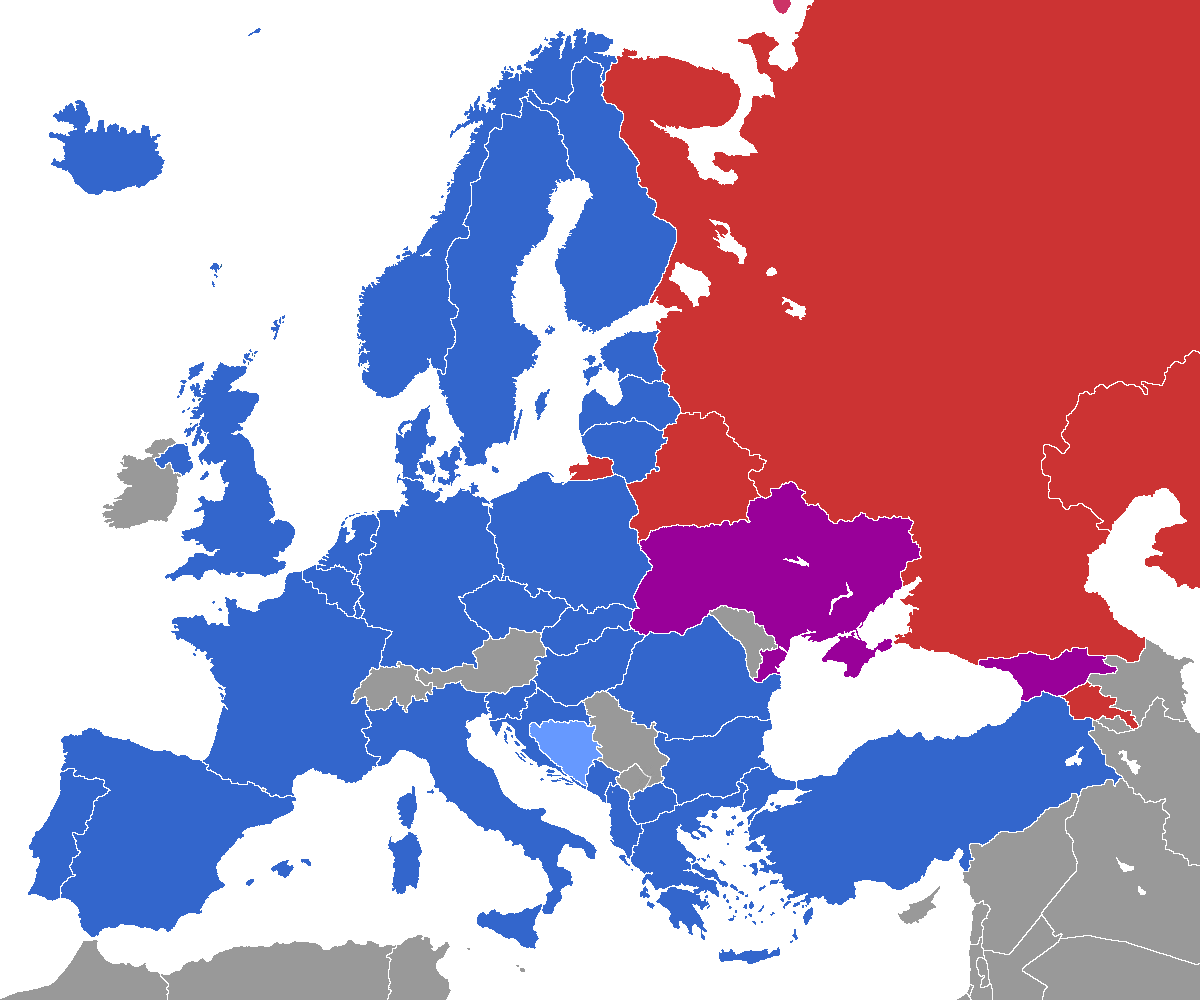
کشورهای عضو ناتو (رنگ آبی), کشورهای در حال طی کردن روند الحاق به ناتو (رنگ ابی روشن), کشورهایی که در پی عضویت در ناتو هستند (رنگ بنفش) و سی اس تی اُ به رهبری روسیه (رنگ قرمز).

روابط اوکراین و ناتو (انگلیسی: Ukraine–NATO relations)، روابط بین اوکراین و سازمان پیمان آتلانتیک شمالی در سال ۱۹۹۱ آغاز گردید. اوکراین در سال ۲۰۰۸، برای پیوستن به برنامه اقدام عضویت در ناتو (ام ای پی) درخواست داد. برنامه‌های عضویت در ناتو، در پی انتخابات ریاست جمهوری ۲۰۱۰ که ویکتور یانوکویچ به ریاست جمهوری برگزیده شد وترجیح داد اوکراین را کشوری بی‌طرف نگه دارد، مسکوت ماند. یانوکویچ در ماه فوریه ۲۰۱۴، در طی انقلاب کرامت از کشور گریخت.